# Arthur Bernard
Pour les articles homonymes, voir Bernard.
Arthur Bernard (nom de plume de Jean-Pierre Marcel Bernard), né le 11 juin 1940 à Valence (Drôme) et mort le 26 octobre 2022 à Grenoble, est un romancier, historien et essayiste français.

## Biographie
Arthur Bernard est né au début de la guerre, dans une famille de la moyenne bourgeoisie, à Valence dans la vallée du Rhône (une situation géographique où se dérouleront certains épisodes de ses romans).
Il suit ses études à l'Institut d'études politiques de Grenoble, puis Sciences Po Paris, avant de poursuivre par des Lettres à l'Université Paris-Sorbonne.
À partir de 1968, et jusqu'en 2008, il enseigne l'histoire des idées politiques à l'IEP de Grenoble. En 1995, il est professeur invité au département de français et d'italien de l'Université de Californie à Santa Barbara.
Selon les circonstances éditoriales, Arthur Bernard a publié sous différents noms des romans, et des ouvrages historiques et sociologiques (en particulier sur Paris).

## Publications

### Ouvrages publiés sous le nom d'Arthur Bernard
- Les Parapets de l'Europe, Éditions Cent Pages, Grenoble, 1988. Réédité en 2016  (ISBN 978-2-9163-9050-5)
- Bouquet d'injures et d'horions, avec Olivier Gadet, Éditions Cent Pages, Grenoble, 1990. Réédité en 2000  (ISBN 978-2-9163-9020-8)
- La Chute des graves, Les Éditions de Minuit, Paris, 1991  (ISBN 2-7073-1390-4)
- La Petite Vitesse, Éditions Cent Pages, Grenoble, 1993  (ISBN 2-906724-35-1)
- Le neuf peut attendre, Éditions Cent Pages, Grenoble, 1995  (ISBN 2-906724-46-7)
- L'Ami de Beaumont, Éditions Cent Pages, Grenoble, 1998. Réédité en 2003  (ISBN 2-906724-51-3)
- On n'est pas d'ici, Éditions Cent Pages, Grenoble, 2000  (ISBN 2-906724-64-5)
- Lettres d'amour, avec Olivier Gadet, Éditions Cent Pages, Grenoble, 2001  (ISBN 2-906724-68-8)
- C'était pire avant, Éditions Cent Pages, Grenoble, 2002  (ISBN 2-906724-75-0)
- L'Oubli de la natation, Champ Vallon, Ceyzérieu, 2004  (ISBN 2-87673-393-5)
- La Guerre avec ma mère, Champ Vallon, Ceyzérieu, 2006  (ISBN 2-87673-431-1)
- Le Désespoir du peintre, Champ Vallon, Ceyzérieu, 2009  (ISBN 2-87673-498-2)
- Gaby grandit, Champ Vallon, Ceyzérieu, 2011  (ISBN 978-2-87673-540-8)
- Paris en 2040, Parigramme, 2012  (ISBN 2-840967-69-3)
- Gaby et son maître, Champ Vallon, Ceyzérieu, 2013  (ISBN 978-2-87673-904-8)
- Ernest Ernest, Éditions Cent Pages, Grenoble, 2013  (ISBN 978-2-9163-9036-9)
- Tout est à moi, dit la poussière, Champ Vallon, Ceyzérieu, 2016  (ISBN 979-10-267-0424-9)

### Ouvrages publiés sous le nom de Jean-Pierre A. Bernard
- Le Parti communiste français et la question littéraire (1921-1939), préface de René Rémond, Presses Universitaires de Grenoble, 1972
- Paris-Rouge, 1944-1964. Les communistes français dans la capitale, Champ Vallon, 1991
- Les Deux Paris. Les représentations de Paris dans la seconde moitié du XIXe siècle, Champ Vallon, Ceyzérieu, 2001  (ISBN 2876733145)

### Ouvrages publiés sous le nom de Jean-Pierre Arthur Bernard
- Le Goût de Paris, 3 volumes, Mercure de France, 2004  (ISBN 2715225369)

## Revue de presse
- Piéton de Paris et fervent admirateur de Beckett... par Danielle Maurel, 2014[7].
- Rencontre avec Arthur Bernard, le 16 avril 2007, par Catherine Goffaux-Hœpffner (avec une interview)[8].
- Le désespoir du peintre, par Richard Blin, Le Matricule des anges septembre 2009 (avec une interview)[9].
- L'ombre de Beckett, par Jean-Sébastien Létang, Le Magazine littéraire de décembre 2013[1].
- Vertu de la poussière, par Éric Dussert, La Quinzaine littéraire de septembre 2016[10].
- Le Paris de Tardi : un XIXe siècle éternel ?, entretien de l'auteur avec Bertrand Tillier, Sociétés & Représentations no 29, 2010[11].
- Écrire Paris, émission radiophonique du 13 avril 2015, entretien avec Emmanuel Taïeb (La Valeur de l'Homme)[12].
- Je m'appelle Ferdinand, et autres propos par Les Doigts dans la Prose[13],[14].
- L'art roman d'Arthur Bernard, par Noemi Lefebvre, Mediapart, 2017[15].